# Mathcad
Mathcad ist ein kommerzielles Computeralgebrasystem, das ursprünglich die Firma Mathsoft entwickelt hatte, die 2006 von der Firma Parametric Technology Corporation (PTC) übernommen wurde.

## Geschichte
Mathcad liegt derzeit in der Version 15.0 vor und hat das End of Life am 1. Januar 2022 erreicht. Parallel dazu gibt es eine Variante namens Prime. In der Version 9 (2023) hat Prime nicht die Funktionalität von Mathcad 15. Es wurde ursprünglich für rein numerische Rechnungen (etwa die Anwendung von Näherungsmethoden) entwickelt. Entsprechend liegt in diesem Bereich der Unterschied von Mathcad zu ähnlichen Produkten wie Mathematica, Maple und Scilab. Intern nutzt Mathcad seit Version 3 (1991) eine Minimalvariante des Symbolprozessors von Maple.

## Leistungsumfang
Mathcad ist bei symbolischen Rechnungen weniger leistungsfähig als Maple und Mathematica, ist aber wegen seiner numerischen Rechenfähigkeiten und der Möglichkeit der Erweiterung durch Erweiterungspakete zu verschiedenen Themengebieten bei Technikern, Wirtschafts- und Naturwissenschaftlern verbreitet. Auch an Schulen findet das Programm aufgrund seines Kompromisses aus einfacher Bedienbarkeit und mathematischer Ausdrucksfähigkeit Verwendung.
Mathcad stellt alle Berechnungen auf Arbeitsblättern dar. Berechnungen werden durch den Benutzer in mathematischer Standardnotation eingegeben. Dieses Konzept hat den Vorteil, dass Berechnungen und Graphen einfach ausgedruckt werden können. Außerdem nähert sich das Konzept an den normalen Arbeitsablauf von Technikern und Wissenschaftlern an. Eine transparente Darstellung des Rechenwegs und der Ergebnisse kann in einem Zug mit der Berechnung erfolgen, was oft weit effizienter ist als eine separate Dokumentation in einem Textverarbeitungsprogramm. Allerdings ist der Speicheraufwand größer als etwa bei einer Notation von Berechnungen in einer Programmiersprache, da auch Zusatzinformationen, z. B. die Positionen der Elemente auf dem Blatt, gespeichert werden müssen. Des Weiteren führt das Speichermanagement öfter zu Programmabstürzen.
Das Programm richtet sich hauptsächlich an Nutzer ohne Programmierkenntnisse, bietet aber auch Möglichkeiten zur prozeduralen Programmierung. In C++ oder C geschriebener Code lässt sich durch benutzerdefinierte DLLs einbinden.

## Betriebssystem
Mathcad läuft nur unter dem Betriebssystem Microsoft Windows. Mathcad Prime ab Version 6.0 setzt eine 64-Bit-Architektur voraus. Bis 1998 unterstützte Mathcad auch das Betriebssystem Mac OS.

## Versionsgeschichte
| Name              | Version   | Erschienen    | Anmerkungen                                                                                                  |
| ----------------- | --------- | ------------- | --- |
| Mathcad 0.3       | 0.3       |               | Betaversion auf 5,25″-Diskette                                                                               |
| Mathcad 2.5.2     | 2.5.2     | 1989          | Letzte MS-DOS-Version                                                                                        |
| Mathcad 3.1       | 3.1       | 1992          | Windows-Version mit Notebookinterface                                                                        |
| Mathcad 4.0       | 4.0       |               | Windows-Version                                                                                              |
| Mathcad 5.0       | 5.0       |               | Auf Maple basierendes CAS eingebaut                                                                          |
| Mathcad 5.5       | 5.5       |               | Windows-Version                                                                                              |
| Mathcad 6.0       | 6.0       | 1995          | Letzte Windows-3.1-Version                                                                                   |
| Mathcad 7         | 7.0       | 1997          | |
| Mathcad 8         |           |               | |
| Mathcad 2000      |           |               | |
| Mathcad 2001i     |           |               | |
| Mathcad 11        |           |               | |
| Mathcad 12        |           |               | |
| Mathcad 13.0      | 13.0      | 15. Sep. 2005 | |
| Mathcad 13.1      | 13.1      |               | |
| Mathcad 14.0      | 14.0      | 12. Feb. 2007 | |
| Mathcad 15.0      | 15.0 F000 | 25. Juni 2010 | |
| Mathcad 15.0 M010 | 15.0 M010 | 29. Juni 2011 | |
| Mathcad 15.0 M040 | 15.0 M040 | Aug. 2015     | |
| Mathcad 15.0 M045 |           | Nov. 2015     | |
| Mathcad 15.0 M050 | 15.0 M050 | Dez. 2017     | End of Life am 1.1.2022 erreicht. Mit kleinen Einschränkungen auf Windows 11 noch nutzbar. (Stand 19.3.2025) |
| Mathcad Prime 1.0 |           | 10. Jan. 2011 | |
| Mathcad Prime 2.0 |           | 29. Feb. 2012 | |
| Mathcad Prime 3.0 |           | 2. Okt. 2013  | |
| Mathcad Prime 3.1 |           | 2. März 2015  | |
| Mathcad Prime 4.0 |           | 6. März 2017  | |
| Mathcad Prime 5.0 | 5.0.0.0   | 14. Aug. 2018 | |
| Mathcad Prime 6.0 | 6.0.0.0   | 1. Okt. 2019  | |
| Mathcad Prime 7   | 7.0.0.0   | 27. Feb. 2021 | |
| Mathcad Prime 8   | 8.0.0.0   | März 2022     | |
| Mathcad Prime 9   | 9.0.0.0   | 14. März 2023 | |
| Mathcad Prime 10  | 10.0.0.0  | 14. März 2024 | |

## Screenshots früherer Mathcad-Versionen

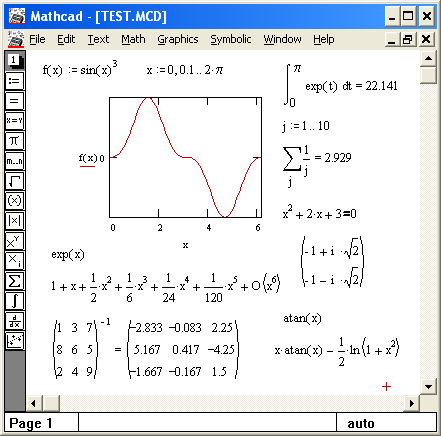
Mathcad 3.1 (1992)
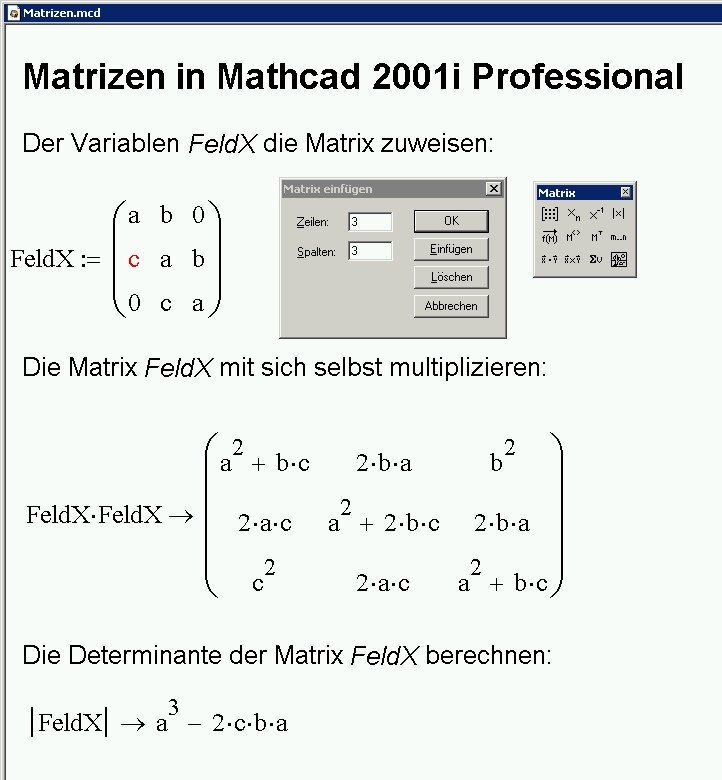
Mathcad 2001i Professional
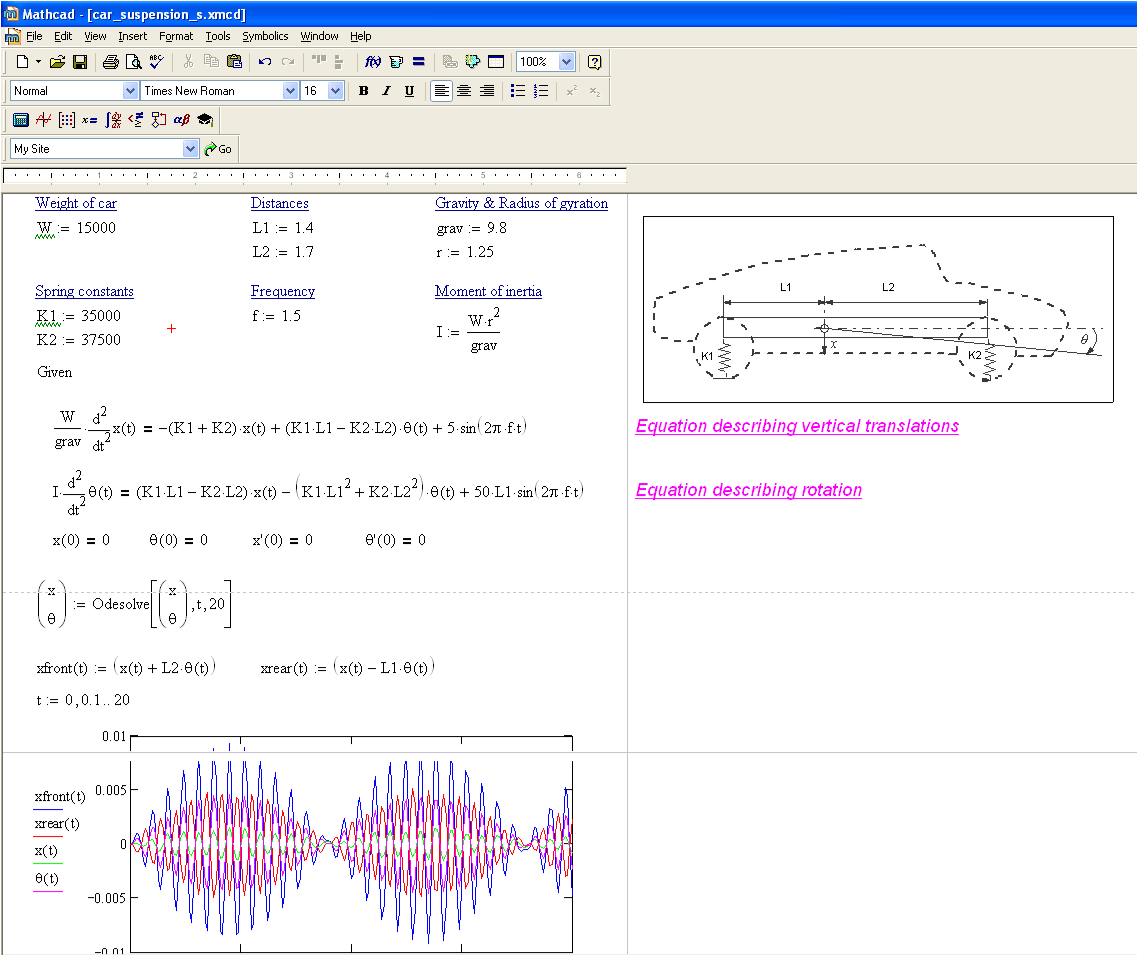
Mathcad 13.0
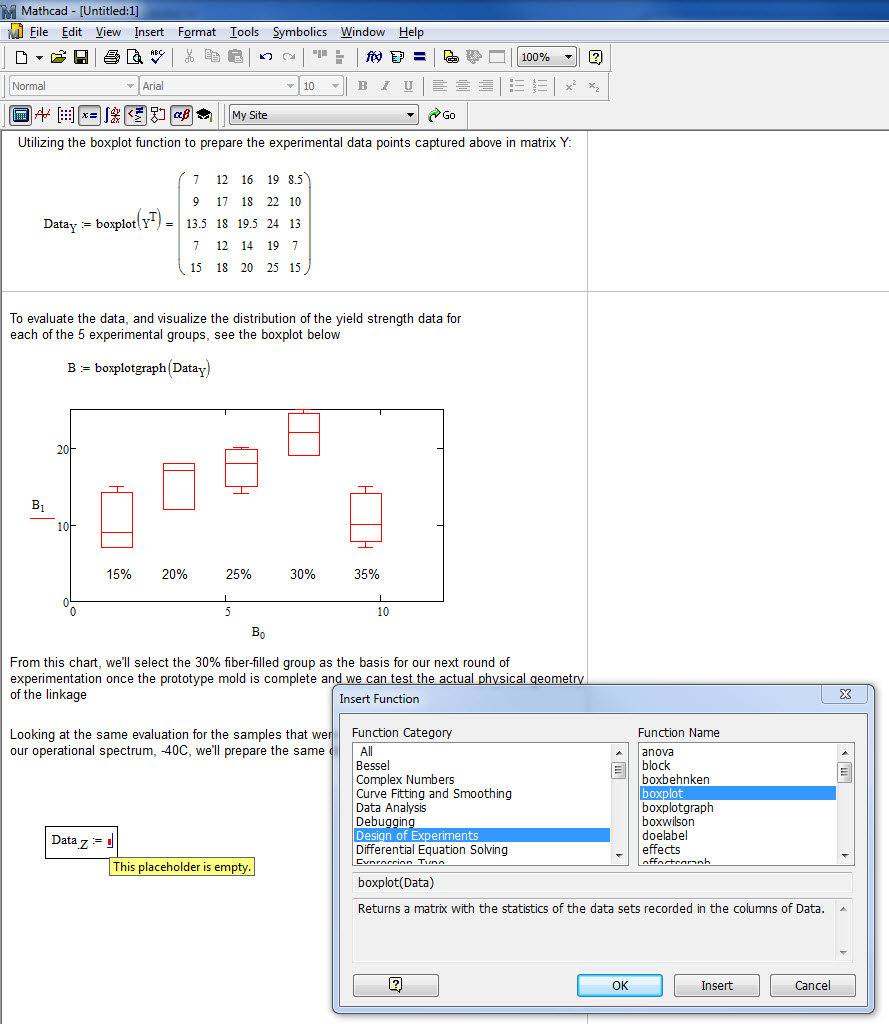
Mathcad 15.0
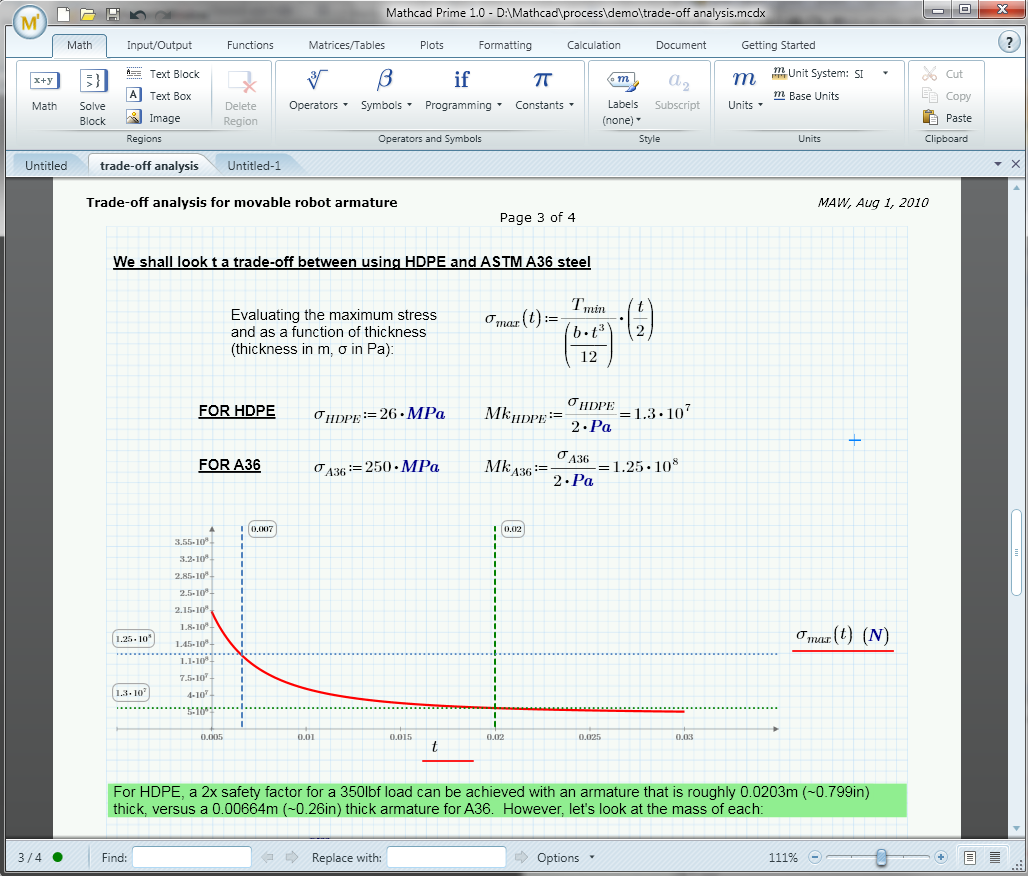
Mathcad Prime 1.0
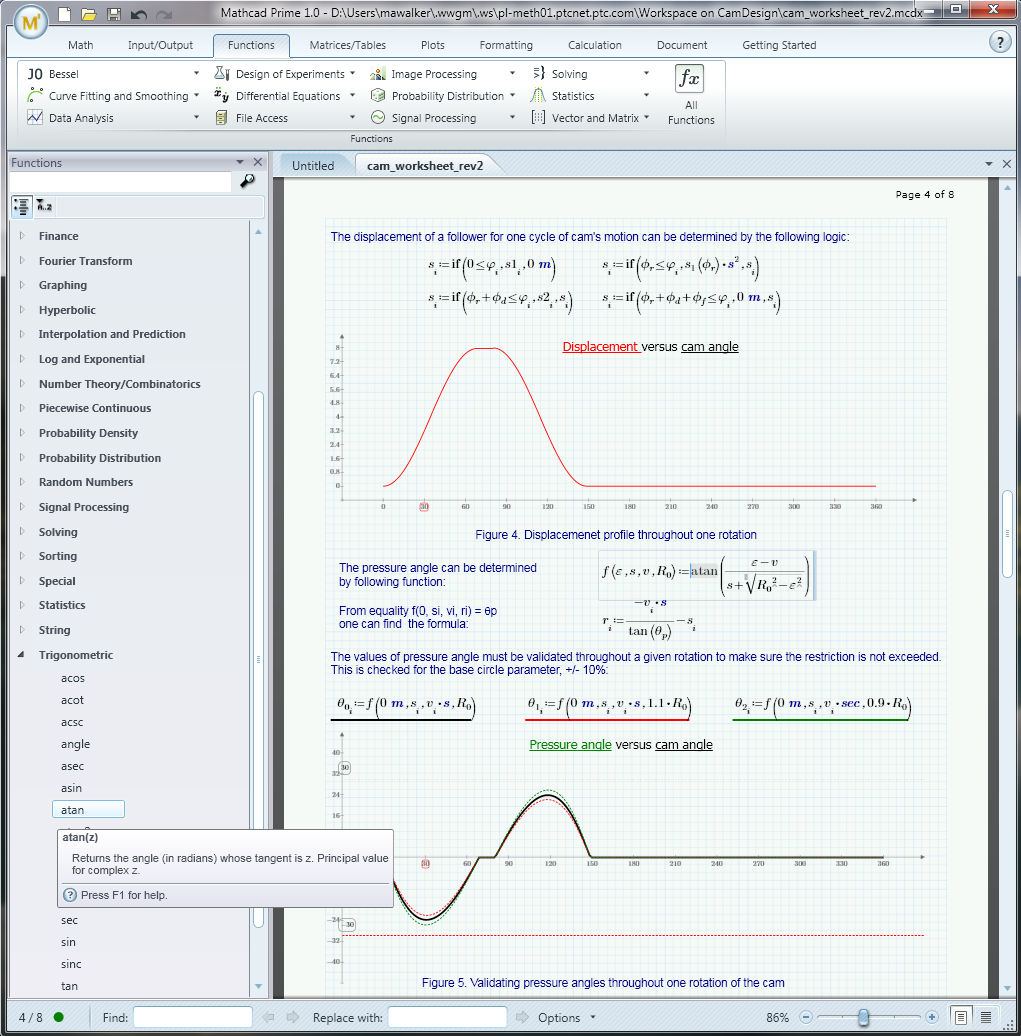
Mathcad Prime 1.0 Arbeitssitzung